# 武汉动车段
武汉动车段，又称武汉动车基地，位于武汉市市区东部青山区和洪山区境内，三环线旁，位于京广高速铁路东侧和武汉站货车外绕线西侧之间，是中国大陆四大动车检修基地之一，现主要负责京广高铁的动车检修职责。武汉动车段是武汉铁路局的直属单位，建设期内，武汉动车段项目业主为武广铁路客运专线有限责任公司。

## 历史
武汉动车段2007年9月份开工，是京广高速铁路和武汉铁路枢纽的重要组成部分。武汉动车段设在武汉站与武昌东编组站之间，距武汉站中心约2.5km，由中铁第四勘察设计院设计，2009年与武广高速铁路同时投入使用。目前，武汉动车段负责京广高速铁路和沪汉蓉客运专线大部分CRH2、CRH380A型动车组的检修和部分CRH3型、CRH5型和CRH380B型动车组的一二级修。2013年，武汉动车段完成第一期扩建。。

## 规模
武汉动车段占地2100亩，房建面积18万平方米，包括两个存车场和一个检修场，并预留有两期扩建条件。近期动车组设计配属能力为200列，存车线49条，远期设计动车组检修能力为400列，存车线为64条。目前，武汉动车段有存车线64条，检查和检修线10条20列位，具备动车组一二级修和CRH2型动车组、CRH380A型动车组三、四、五级修能力，兼顾CRH3型动车组三级修能力。
。
武汉动车段设计有动车组检查库1座，长456 m、宽81 m，拥有10线20列位，可同时进行20列动车组的一二级检查整备作业，是中国规模最大、能力最强的动车组一二级检修设施。10线检查库分成4+4+2的模式，即在结构上采用3联跨方式，边跨长456米、宽9米，局部为二层，设置各种检测车间及班组、辅助办公室等。